# Robots in Futurama
De animatieserie Futurama speelt zich af in een toekomst waarin robots onderdeel zijn geworden van het dagelijkse leven. In de serie zijn zelfdenkende robots overal terug te vinden. De bekendste van deze robots is Bender.
De robots hebben over het algemeen dezelfde rechten als mensen. Ze kunnen stemmen, hebben betaalde banen, dienen in het leger en een is zelfs president geweest. Desondanks worden ze nog vaak gezien en behandeld als eigendommen van mensen.

## Uiterlijk
De Robots in Futurama zijn ruwweg in te delen in twee groepen, afhankelijk van hun uiterlijk.
De meeste zijn mensachtig van vorm, met een hoofd, torso en twee armen. Alle mensachtige robots, met uitzondering van Hedonismbot, hebben vierkante pupillen en vrijwel altijd een opslagruimte in hun torso. Voor voortbeweging kunnen deze robots benen, wielen en zweefsystemen gebruiken. De originele mensachtige robots werden gemaakt door Hubert J. Farnsworth toen hij nog werkte voor Mom's Friendly Robot Corp..
De tweede groep bestaat uit robots die sterk lijken op voertuigen of apparaten. Vaak betreft het hier apparaten waar kunstmatige intelligentie in is gezet. Robots uit deze categorie die te zien zijn in de serie zijn onder andere een koffiemachine, snoepautomaat, wenskaarten en zelfs het Planet Express schip. In tegenstelling tot mensachtige robots worden deze robots echt gezien als eigendom van mensen, en puur gebruikt als werkmachines.
In de aflevering Mother's Day werd onthuld dat alle robots antennes hebben, zelfs de niet-mensachtige robots.
Sommige robots kunnen meerdere taken,maar de meeste zijn specifiek voor 1 taak gebouwd. Hun naam is dan ook vaak een verwijzing naar deze taak.
Robots kunnen met dezelfde slechte eigenschappen kampen als mensen. Zo kunnen ze verslaafd raken aan alcohol, en high worden door elektriciteit te misbruiken.

## Cultuur
Robots in Futurama hebben een unieke subcultuur die soms wordt vergeleken met hedendaagse Afro-Amerikanen. Hieronder valt de vele discriminatie tegen robots vanwege hun oude status als eigendom van mensen.
De robots in de serie hebben een groot aantal verschillende persoonlijkheden en banen. Deze banen sluiten vaak aan op de banen van mensen. Derhalve hebben robots vaak hun eigen versie van veel menselijke aspecten. Er zijn sitcoms en andere televisieseries gericht op robots, een gekkenhuis voor mentaal gestoorde robots, robot feestdagen en een robot maffia. Robots hebben zelfs hun eigen religie ontwikkeld genaamd Robotologie, inclusief een bijbehorende robot hemel en hel. Lang niet alle robots zijn aanhanger van dit geloof. Robotologie heeft een sterke evangelische stijl.
De appartementen van robots zijn vaak kleine kasten waarin een robot zichzelf even kan uitschakelen gedurende de nacht, en bezittingen kan opslaan. De robotpopulatie op aarde beslaat ten minste 3% van de menselijke populatie.

## Prominente robots
- Bender Bending Rodriguez
- Calculon